# Sakartvelos tasi 2022
La Sakartvelos tasi 2022 (in georgiano საქართველოს თასი, Coppa di Georgia), nota anche come Coppa David Kipiani 2022, è stata la 33ª edizione del torneo. Iniziata l'8 maggio 2022, terminerà il 7 dicembre 2022 con la finale. Il Saburtalo Tbilisi era la squadra campione in carica.

## Turno preliminare
Il sorteggio del turno preliminare e del primo turno è stato effettuato il 18 aprile 2022. A questo turno partecipano 25 squadre della Lega Regionale, alle quali si aggiunge il Basiani, in qualità di vincitore del Campionato georgiano Amatori 2021. La vincente tra Egrisi Senaki e Tskhumi Sukhumi è ammessa direttamente al secondo turno.
| Squadra 1          | Risultato       | Squadra 2           |
| ------------------ | --------------- | ------------------- |
| 8 maggio 2022      |                 |                     |
| Telavi II          | 6 - 0           | Martve Kutaisi      |
| 9 maggio 2022      |                 |                     |
| Merani Tbilisi III | 2 - 2 (8-7 dtr) | 35-e Skola          |
| Gardabani          | 5 - 1           | Gldani              |
| Kolkhi             | 3 - 2           | Mertskhali Ozurgeti |
| Liakhvi Achabeti   | 0 - 1           | Shukura Kobuleti II |
| Gorda Rustavi      | 11 - 0          | Chibati             |
| Basiani            | 2 - 3 (dts)     | Real Varketili II   |
| Gonio              | 4 - 0           | Iveria Khashuri     |
| Legioni Gori       | 3 - 1           | K'asp'i 1936        |
| Gareji Sagarejo II | 4 - 0           | Norchi Dinamo 2016  |
| Egrisi Senaki      | 0 - 2           | Tskhumi Sukhumi     |
| BSU Batumi         | 3 - 0           | Iberia 2010         |
| Sportuni Tbilisi   | 2 - 5           | Zana Abasha         |

## Primo turno
A questo turno partecipano le 13 squadre vincitrici al primo turno, altre due squadre della Lega Regionale, alle quali si uniscono le 32 squadre della Liga 3 e della Liga 4.
| Squadra 1                | Risultato       | Squadra 2           |
| ------------------------ | --------------- | ------------------- |
| 26 maggio 2022           |                 |                     |
| Lok'omot'ivi Tbilisi II  | 3 - 1 (dts)     | Irao                |
| Shukura Kobuleti II      | 3 - 1           | Merani Tbilisi II   |
| Aragvi Dusheti           | 1 - 2           | Dinamo-2 Tbilisi    |
| Meshakht'e T'q'ibuli     | 2 - 1           | Borjomi             |
| Betlemi                  | 0 - 2           | K'olkheti-1913 Poti |
| Merani Mart'vili II      | 1 - 3           | Real Varketili      |
| Gonio                    | 3 - 1           | K'olkheti Khobi     |
| Gardabani                | 4 - 1           | Bakhmaro            |
| Imereti Khoni            | 0 - 1           | Guria Lanchkhuti    |
| Telavi II                | 0 - 4           | Chik. Sachkhere     |
| Samgurali Ts'q'alt'ubo 2 | 2 - 3           | Zest'aponi          |
| Merani Tbilisi III       | 0 - 7           | Saburtalo Tbilisi 2 |
| Tbilisi City             | 1 - 2           | Gori                |
| 27 maggio 2022           |                 |                     |
| Tbilisi                  | 1 - 2           | Didube              |
| Mach'akhela Khelvachauri | 3 - 2           | Shturmi             |
| WIT Georgia II           | 3 - 0           | Lazika Zugdidi      |
| Gareji Sagarejo II       | 0 - 1           | Zana Abasha         |
| Kolkhi                   | 2 - 6           | Samegrelo           |
| Margveti 2006            | 2 - 1           | Algeti              |
| Iberia Tbilisi           | 4 - 1           | Squri               |
| BSU Batumi               | 4 - 1           | Gorda Rustavi       |
| Sulori Vani              | 1 - 1 (3-0 dtr) | Chiatura            |
| Legioni Gori             | 1 - 2           | Real Varketili II   |

## Secondo turno
A questo turno partecipano le 23 squadre vincenti il primo turno e lo Tskhumi Sukhumi. Il sorteggio per il Secondo turno e i Sedicesimi di finale è stato effettuato il 14 giugno 2022.
| Squadra 1                | Risultato       | Squadra 2               |
| ------------------------ | --------------- | ----------------------- |
| 6 luglio 2022            |                 |                         |
| Gonio                    | 1 - 2           | Guria Lanchkhuti        |
| Iberia Tbilisi           | 0 - 3           | Saburtalo Tbilisi 2     |
| Shukura Kobuleti II      | 2 - 6 (dts)     | Real Varketili          |
| Sulori Vani              | 2 - 2 (4-5 dtr) | Dinamo-2 Tbilisi        |
| 7 luglio 2022            |                 |                         |
| BSU Batumi               | 1 - 5           | K'olkheti-1913 Poti     |
| Gardabani                | 2 - 0           | Gori                    |
| WIT Georgia II           | 4 - 1           | Chik. Sachkhere         |
| Mach'akhela Khelvachauri | 4 - 0           | Zest'aponi              |
| Real Varketili II        | 1 - 3           | Lok'omot'ivi Tbilisi II |
| Samegrelo                | 4 - 3           | Didube                  |
| Tskhumi Sukhumi          | 1 - 0           | Meshakht'e T'q'ibuli    |
| Zana Abasha              | 2 - 0           | Margveti 2006           |

## Sedicesimi di finale
A questo turno partecipano le 12 vincenti il secondo turno, alle quali si uniscono 8 squadre della Crystalbet National League e le 8 della Crystalbet National League 2.
| Squadra 1                | Risultato       | Squadra 2              |
| ------------------------ | --------------- | ---------------------- |
| 6-8 agosto 2022          |                 |                        |
| Dinamo-2 Tbilisi         | 3 – 2           | Sioni Bolnisi          |
| Lok'omot'ivi Tbilisi II  | 1 - 0           | Samgurali Ts'q'alt'ubo |
| Shukura Kobuleti         | 2 - 1           | Gagra                  |
| Real Varketili           | 2 - 0           | Saburtalo Tbilisi 2    |
| Samt'redia               | 1 - 2           | Dinamo Tbilisi         |
| Mach'akhela Khelvachauri | 1 - 6           | Dila Gori              |
| Guria Lanchkhuti         | 1 - 0           | K'olkheti-1913 Poti    |
| Gardabani                | 1 - 8           | Rustavi                |
| Gareji Sagarejo          | 0 - 1           | Telavi                 |
| Merani Tbilisi           | 2 - 2 (3-4 dtr) | Spaeri                 |
| Samegrelo                | 0 - 3           | Merani Mart'vili       |
| WIT Georgia II           | 1 - 2           | T'orp'edo Kutaisi      |
| Zana Abasha              | 1 - 0           | Tskhumi Sukhumi        |
| WIT Georgia              | 2 - 2 (2-4 dtr) | Lok’omot’ivi Tbilisi   |

## Ottavi di finale
A questo turno partecipano le 14 vincenti ai Sedicesimi di finale, alle quali si uniscono la vincitrice della 8 squadre della Crystalbet National League 2021, Dinamo Batumi, e la vincitrice della Coppa David Kipiani 2021, Saburtalo Tbilisi.
| Squadra 1               | Risultato       | Squadra 2            |
| ----------------------- | --------------- | -------------------- |
| 13-14 settembre 2022    |                 |                      |
| Dinamo-2 Tbilisi        | 1 - 4           | Dila Gori            |
| Dinamo Batumi           | 0 - 0 (0-3 dtr) | Dinamo Tbilisi       |
| Lok'omot'ivi Tbilisi II | 1 - 1 (4-2 dtr) | Telavi               |
| Spaeri                  | 0 - 1           | T'orp'edo Kutaisi    |
| Shukura Kobuleti        | 2 - 0           | Lok’omot’ivi Tbilisi |
| Zana Abasha             | 1 - 4           | Guria Lanchkhuti     |
| Merani Mart'vili        | 2 - 3 (dts)     | Saburtalo Tbilisi    |
| Real Varketili          | 2 - 3           | Rustavi              |

## Quarti di finale
| Squadra 1               | Risultato | Squadra 2         |
| ----------------------- | --------- | ----------------- |
| 12 ottobre 2022         |           |                   |
| Lok'omot'ivi Tbilisi II | 1 - 0     | Guria Lanchkhuti  |
| Rustavi                 | 2 - 4     | T'orp'edo Kutaisi |
| Shukura Kobuleti        | 0 - 2     | Saburtalo Tbilisi |
| Dinamo Tbilisi          | 2 - 1     | Dila Gori         |

## Semifinali
| Squadra 1               | Risultato       | Squadra 2         |
| ----------------------- | --------------- | ----------------- |
| 2 novembre 2022         |                 |                   |
| T'orp'edo Kutaisi       | 1 - 0           | Dinamo Tbilisi    |
| Lok'omot'ivi Tbilisi II | 0 - 0 (7-6 dtr) | Saburtalo Tbilisi |

## Finale
| Arbitro: | Aleko Aptsiauri |

|                           |           |  |
| Caballero 53’ Kimadze 61’ | Marcatori |  |